# Токсой, Бахар
Бахар Токсой Гуидетти (тур. Bahar Toksoy Guidetti; род. 6 февраля 1988, Измир) — турецкая волейболистка, центральная блокирующая стамбульского «Фенербахче» и сборной Турции.

## Карьера
Бахар Токсой начинала свою карьеру профессиональной волейболистки в клубе «Ешильюрт», за который она выступала в течение двух сезонов, в период между 2004 и 2006 годами.
В 2006 году Бахар Токсой перешла в «Вакыфбанк», с которым выиграла Кубок Вызова в сезоне 2007/08. В сборной Турции она дебютировала в 2008 году, а спустя год завоевала в её составе серебряную медаль на Средиземноморских играх в итальянской Пескаре. В 2010 году Токсой со сборной выиграла бронзовую медаль Евролиги.
В 2011 году в составе «Вакыфбанка» Токсой победила в Лиге чемпионов 2010/11, в то же время с национальной сборной завоевала бронзовые медали на чемпионате Европы 2011 и Мировом Гран-при 2012, а также серебро на XVII Средиземноморских Играх в турецком Мерсине. В сезоне 2012/13 сезоне Токсой с «Вакыфбанком» стала обладателем Кубка Турции, во второй раз выиграла Лигу чемпионов и чемпионат Турции, также будучи признанной лучшей блокирующей турецкого первенства. В следующем сезоне «Вакыфбанк» выиграл Суперкубок Турции, Клубный чемпионат мира, Кубок и чемпионат Турции. В сезоне 2014/15 Токсой с командой вновь стала обладательницей Суперкубка Турции.
В 2015 году Бахар Токсой перебралась в Италию, подписав контракт с клубом «Скандиччи» из Серии А1. В середине 2016 года волейболистка возвратилась в Турцию, став на этот раз игроком «Эджзаджибаши». После перерыва в карьере из-за беременности и родов, в январе 2017 года, Токсой подписала контракт с «Фенербахче», чтобы сыграть в финальной стадии чемпионата Турции 2016/17, увенчавшейся победой «Фенербахче». На чемпионате Европы 2017 Токсой помогла национальной команде завоевать бронзу первенства.

## Личная жизнь
20 сентября 2013 года Бахар Токсой вышла замуж за итальянского тренера Джованни Гуидетти. 30 сентября 2016 года у них родилась дочь Элисон.

## Достижения

### Клубные
- Чемпионат Турции: 2012/13, 2013/14, 2016/17
- Кубок Турции: 2012/13, 2013/14
- Суперкубок Турции: 2013, 2014
- Чемпионат мира среди клубов: 2013
- Лига Чемпионов ЕКВ: 2010/11, 2012/13
- Кубок Вызова: 2007/08

### Со сборной
- Средиземноморские игры 2009
- Евролига 2010
- Евролига 2011
- Средиземноморские игры 2013
- чемпионат Европы 2017

### Индивидуальные награды
- 2010 — отборочный турнир Мирового Гран-при 2011: Лучшая блокирующая
- 2011 — чемпионат Европы 2011: лучшая на подаче
- 2011 — чемпионат мира среди клубов: лучшая на подаче
- 2013 — чемпионат Турции: лучшая блокирующая
- 2014 — чемпионат Турции: лучшая на подаче